# Джанет Кларк
Джанет Кларк (на английски: Janet Clarke) е американска писателка на произведения в жанра любовен роман. Пише под псевдонимите Нел Кинкейд (на английски: Nell Kincaid), Джоана Кениън (Joanna Kenyon) и Джейн Кристофър (на английски: Jane Christopher).

## Биография и творчество
Джанет Коцелейс Кларк е родена през 1953 г. в Ню Йорк, САЩ.
Учи в девическия колеж „Барнард“ в Ню Йорк, където се дипломира през 1975 г.
Пише любовни романи под различни псевдоними, които публикува в периода 1978 – 1992 г.
Джанет Кларк живее в Акорд, щат Ню Йорк.

## Произведения

### Като Нел Кинкейд

#### Самостоятелни романи
- Heart Has Reasons (1978)
- Forbidden Fires (1982)
- Love On Any Terms (1983)
- With Every Loving Touch (1983)
- Turn Back the Dawn (1983)
- Whisper On the Wind (1983)
- Where There's Smoke.. (1984)
- A Compromising Passion (1984)
- Fateful Embrace (1984)
- Silent Partner (1984)
- To the Fourth Generation (1992)

### Като Джейн Кристофър

#### Самостоятелни романи
- Mistress of My Heart (1979)
- More Than Tomorrow (1979)
- Heirs of Autumn (1979)
- Летен сън, Sweet Summer Dreams (1979)

### Като Джоана Кениън

#### Самостоятелни романи
- Dangerous Paradise (1983)

### Като Джанет Коцелейс Кларк

#### Самостоятелни романи
- Chasing Fame (1987)
- Nice Girls (1989)
- Small Town (1990)